# زیارتگاه پاپا انار
بقایای زیارتگاه پاپا اینار مربوط به سده‌های ۴ و ۵ ه.ق است و در شهرستان خرم‌آباد، بخش پاپی، دهستان چمسنگر، ۳۰ متری جنوب شرق روستای پاپا انار واقع شده و این اثر در تاریخ ۲۸ اسفند ۱۳۸۵ با شمارهٔ ثبت ۱۸۵۷۸ به‌عنوان یکی از آثار ملی ایران به ثبت رسیده است.این مقبره نیای ایل پاپی میباشد.